# تلقين

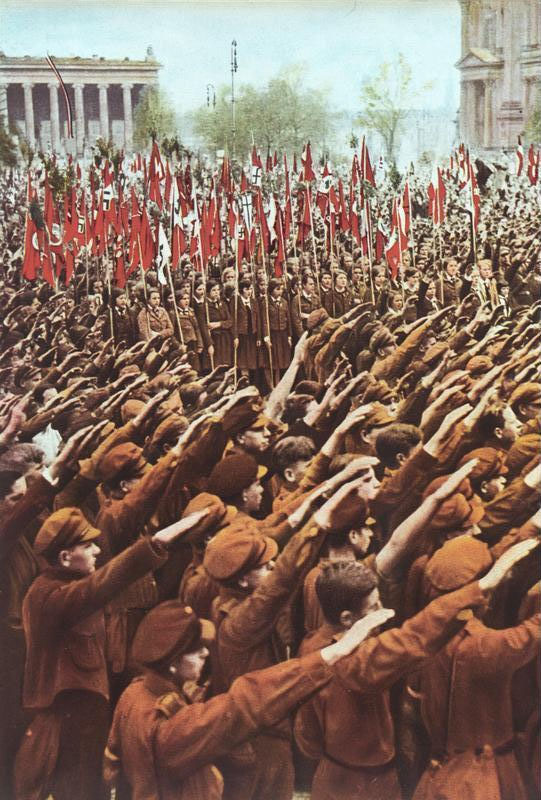

تلقين هي عملية غرس الأفكار والمواقف والاستراتيجيات المعرفية (انظر العقيدة). وهو ليس تعليماً لإن الشخص المُلقن لا ينتقد ولا يسائل المعتقد الذي تلقنه. لذلك فان المصطلح يُستخدم في سياق تحقيري، وغالبا مايكون متعلقاً بالآراء السياسية، واللاهوت ، والعقيدة الدينية أو القناعات المعادية للدين ويرتبط ارتباطا وثيقا بالخطاب المشترك في التنشئة الاجتماعية.

## الجيش
يشار إلى الإعداد النفسي الأولي للجنود أثناء التدريب (غير ازدرائي) على أنه التلقين.

## أمن المعلومات
في مجال أمن المعلومات, التلقين هو الإحاطة الأولية والتعليمات المقدمة قبل منح الشخص حق الوصول إلى المعلومات السرية.